# Chiny
Chiny là một đô thị của Bỉ. Đô thị này nằm ở tỉnh Luxembourg, vùng Wallonie, Bỉ.
Tại thời điểm ngày 1 tháng 1 năm 2007, đô thị này có diện tích 113,69 km², có dân số 5.021 dân với mật độ dân số 44,2 người trên mỗi km². Chiny có 6 làng:
- Chiny proper
- Izel
- Jamoigne
- Les Bulles
- Suxy
- Termes